# Orehova vas
Orehova vas – wieś w Słowenii, w gminie Hoče-Slivnica. W 2018 roku liczyła 447 mieszkańców.